# West Liberty (Pensilvania)
West Liberty es un borough ubicado en el condado de Butler en el estado estadounidense de Pensilvania. En el año 2000 tenía una población de 325 habitantes y una densidad poblacional de 32 personas por km².

## Geografía
West Liberty se encuentra ubicado en las coordenadas 41°0′34″N 79°3′33″O / 41.00944, -79.05917.

## Demografía
Según la Oficina del Censo en 2000 los ingresos medios por hogar en la localidad eran de $45,446 y los ingresos medios por familia eran $46,354. Los hombres tenían unos ingresos medios de $32,813 frente a los $19,167 para las mujeres. La renta per cápita para la localidad era de $17,133. Alrededor del 6.2% de la población estaba por debajo del umbral de pobreza.